# Línguas mosetenas
As línguas mosetenas ou Mosetén-Tsimané formam uma família de línguas ameríndias da Bolívia.

## Línguas
As línguas mosetenas são:
- Mosetén de Santa Ana
- Mosetén de Covendo
- Chimané ou Tsimané

## Comparações lexicais
Alguns paralelos lexicais entre o tsimané, o proto-mosetén-tsimané e as línguas uru-chipaya (Jolkesky 2016):
| Português            | Proto-Mosetén-Tsimané            | Tsimané              | Proto-Uru-Chipaya | Chipaya                            | Uchumataqu                     |
| -------------------- | -------------------------------- | -------------------- | ----------------- | ---------------------------------- | ------------------------------ |
| tu (2.S)             | *mi                              |                      | *amis             |                                    |                                |
| carne/peixe          | *ʃɨʃ ‘carne’ (cf. *ʧɨʃ ‘sangue’) |                      |                   | ʧʰiʃwi ‘carne’ (cf. *ʧˀiʃ ‘peixe’) |                                |
| casca/lenha seca     | *ʃoʔpaʔ ‘casca’                  |                      |                   | ʂup ‘lenha seca’                   |                                |
| cobra/língua         | *nas ‘cobra’                     |                      | *las ‘língua’     |                                    | las/nas                        |
| estômago/entranhas   |                                  | pʰɨʧi ‘entranhas’    |                   | pʰuʧ ‘estômago’                    |                                |
| fogo                 |                                  | ɨih ‘fogo/tocha’     |                   | ux                                 | uxi ‘fogo’                     |
| ɡente/homem          | *soni                            | soɲiʔ/sonʔ ‘homem’   | *ʂoɲi ‘gente’     | ʂoɲi                               | ʃoɲi/soni                      |
| lenha/osso           | *ʦʰih ‘lenha’                    |                      | *ʦʰix ‘osso’      |                                    |                                |
| milho                | *tara                            |                      | *tara             |                                    |                                |
| olho/ovo             |                                  | βeh/βe-ʧeʔɲeʔ ‘olho’ |                   | ʃiɲi                               | siɲe ‘ovo’                     |
| orelha               | *ʧʰɨni                           | ʧʰɨn                 | *kʰuɲi            | kʰuɲi                              | kuɲi/ʧuɲi                      |
| pena                 | *pʰani                           | pʰan                 |                   | pʰaʃi                              |                                |
| raposa/porco-do-mato | *kitiʔ ‘porco-do-mato’           |                      |                   | qiti                               | keti ‘raposa’                  |
| roupa/pele           | *kisi ‘roupa’                    | kiʔsiʔ               | *kiti ‘roupa’     | ʃ-kiti                             | s-kiti (cf. PUCP *qisi ‘pele’) |
| seco                 | *ʦɨɲe ‘tempo seco’               |                      | *qʰoɲi            | qʰoɲi                              | kʰoɲi                          |
| sol                  | *ʦɨn                             |                      | *tʰuɲi            |                                    |                                |
| três                 | *tʃʰibin                         |                      | *ʧʰep             | ʧʰep                               | ʧep                            |
| um/contar números    | *ʦi(i)ʔ ‘contar números’         |                      | *ʦʰii ‘um’        |                                    |                                |
| voar                 | *nai                             |                      |                   | lai                                |                                |

Alguns paralelos lexicais entre o mosetén e as línguas pano (Jolkesky 2016):
| Português         | Mosetén               | Proto-Pano          | Shipibo            |
| ----------------- | --------------------- | ------------------- | ------------------ |
| tu                | mi                    | *mi                 |                    |
| batata-doce       | kaʔi                  | *kaɽi               |                    |
| beber             | tʲe                   | *ʂɨʔa-              |                    |
| cinzas            | ʧʰim                  | *ʧimapo             |                    |
| fogo              | ʦʰi                   | *ʧi                 |                    |
| homem             | soɲi ‘homem’          | *honi ‘homem/gente’ |                    |
| INSTR             | -jaʔ ‘ALAT/LOC/INSTR’ | *-ja ‘INSTR/ASSOC’  |                    |
| intestino         | woʔko                 | *poko               |                    |
| irmão             | otʲi                  |                     | hoʧi               |
| montanha          | məkə                  | *makaʂ              |                    |
| nádegas           | dʲiʔ-                 |                     | ʧi-                |
| NEG               | -jam                  | *-jama              |                    |
| noite             | jomo                  | *jamɨ(t)            |                    |
| nuvem/vento       | tʲiʔmɨ ‘vento’        | *ʧɨma ‘nuvem’       |                    |
| PERF              | -jata                 |                     | -jantan            |
| tia paterna/sogra | jaja ‘sogra’          |                     | jaja ‘tia paterna’ |
| unha              | pãʔtjĩ                | *mɨ̃ʦis              |                    |